# Dravidoseps jawadhuensis
Dravidoseps jawadhuensis — вид сцинкоподібних ящірок родини сцинкових (Scincidae). Ендемік Індії. Описаний у 2024 році.

## Поширення і екологія
Dravidoseps jawadhuensis відомі з типової місцевості, розташованих серед пагорбів Джавадху в окрузі Веллуру на північному сході Тамілнаду. Вони живуть в у вологих листяних тропічних лісах, серед скель, на висоті від 450 до 580 м над рівнем моря.